# Північне Мойо
Північне Мо́йо (індонез. Moyo Utara) — один з 24 районів округу Сумбава провінції Західна Південно-Східна Нуса у складі Індонезії. Розташований у центрально-північній частині. Адміністративний центр — село Себеве.
Населення — 9288 осіб (2012; 9129 в 2010).

## Адміністративний поділ
До складу району входять 6 сіл:
| Населений пункт  | Населення, осіб (2010) |
| ---------------- | ---------------------- |
| Бару-Тахан, село | 1568                   |
| Кукін, село      | 1215                   |
| Пеньярінг, село  | 2473                   |
| Пунгкіт, село    | 1292                   |
| Себеве, село     | 1437                   |
| Сонгкар, село    | 1144                   |